# غراندريفيير (كيبك)
غراندريفيير (بالإنجليزية: Grande-Rivière, Quebec)‏ هي بلدية محلية في كيبيك تقع في كندا في Le Rocher-Percé Regional County Municipality.[بحاجة لمصدر] يقدر عدد سكانها بـ 3,456 نسمة ومساحتها 105.00 كم2 .